# MS Большой Медведицы
MS Большой Медведицы (лат. MS Ursae Majoris) — двойная затменная переменная звезда типа W Большой Медведицы (EW) в созвездии Большой Медведицы на расстоянии приблизительно 1467 световых лет (около 450 парсеков) от Солнца. Видимая звёздная величина звезды — от +12,6m до +11,97m. Орбитальный период — около 0,4104 суток (8,8492 часов).